# ادام وست
ادام وست (انگلیسی: Adam West؛ زاده ۱۹ سپتامبر ۱۹۲۸ – درگذشته ۹ ژوئن ۲۰۱۷) یک هنرپیشه اهل ایالات متحده آمریکا بود. وی از سال ۱۹۵۴ میلادی تا ۲۰۱۷ میلادی مشغول فعالیت بوده است.
آدام وست متولد سال ۱۹۲۸ در ایالت واشینگتن آمریکا بود و بازیگری را از سال ۱۹۵۰ در هاوایی آغاز کرده بود. از فیلم‌ها یا سریال‌هایی که وی در آن‌ها نقش داشته است می‌توان به شزم!، عصر جدید و مهم تر از همه بتمن اشاره نمود. او بعد از بَتمن برای پیدا کردن کار و ایفای نقش در دیگر محصولات هالیوودی با مشکل روبرو بود.
او همچنین در فیلم * آخر خوشگل‌ها بازی کرده است.
آدام وست در مجموعه کارتونی پرطرفدار فامیلی گای هم صداپیشه‌ شهرداری در شهر کوهاگ همنام خودش بود.
آدام وست در ۹ ژوئن ۲۰۱۷ پس از دوره کوتاه سرطان خون، در شهر لس‌آنجلس در ۸۸ سالگی درگذشت.